# Pojałowice (gromada)
Pojałowice (do 30 XII 1961 Wymysłów) – dawna gromada, czyli najmniejsza jednostka podziału terytorialnego Polskiej Rzeczypospolitej Ludowej w latach 1954–1972.
Gromady, z gromadzkimi radami narodowymi (GRN) jako organami władzy najniższego stopnia na wsi, funkcjonowały od reformy reorganizującej administrację wiejską przeprowadzonej jesienią 1954 do momentu ich zniesienia z dniem 1 stycznia 1973, tym samym wypierając organizację gminną w latach 1954–1972.
Gromadę Pojałowice z siedzibą GRN w Pojałowicach utworzono 31 grudnia 1961 roku w powiecie miechowskim w woj. krakowskim w związku z przeniesieniem siedziby GRN gromady Wymysłów z Wymysłowa do Pojałowic i przemianowaniem jednostki na gromada Pojałowice; równocześnie do gromady Pojałowice przyłączono wsie Dziewięcioły i Nasiechowice ze zniesionej gromady Nasiechowice oraz wsie Parkoszowice, Glinica i Sławice ze zniesionej gromady Szczepanowice.
W kwietniu 1969 dla gromady ustalono 15 członków gromadzkiej rady narodowej. 1 stycznia 1970 gromada składała się ze wsi: Dziewięcioły, Glinica, Nasiechowice, Parkoszowice, Pojałowice, Sławice Szlacheckie, Wymysłów i Zarogów.
Gromada przetrwała do końca 1972 roku, czyli do kolejnej reformy gminnej.